# Jason Kelce
Jason D. Kelce (Cleveland, 5 novembre 1987) è un ex giocatore di football americano statunitense che ha militato nel ruolo di centro per i Philadelphia Eagles della National Football League (NFL). Fu scelto nel corso del sesto giro (191º assoluto) del Draft NFL 2011 dagli Eagles. Al college ha giocato a football all'Università di Cincinnati. È il fratello maggiore di Travis Kelce, tight end dei Kansas City Chiefs.

## Carriera universitaria
Kelce nacque a Cleveland, Ohio, da Ed un rappresentante nel settore siderurgico, e Donna Kelce, impiegata nel settore bancario. Frequentò la Cleveland Heights High School, dove giocò a football sia come running back che come linebacker. Si iscrisse all'Università di Cincinnati dove passò nel ruolo di centro venendo inserito nella formazione ideale della Big East Conference nel 2009 e nel 2010.

## Carriera professionistica

### Philadelphia Eagles
Kelce fu scelto dai Philadelphia Eagles nel corso del sesto giro del Draft 2011. Alla fine della pre-stagione fu nominato centro titolare degli Eagles, con cui concluse la sua stagione da rookie giocando tutte le 16 gare come partente. All'inizio della stagione 2012 fu confermato come titolare ma dopo due partite si infortunò nella sfida contro i Baltimore Ravens rompendosi il legamento collaterale anteriore e il legamento mediale collaterale, perdendo il resto dell'annata. 
Tornò in campo nella stagione 2013 disputando tutte le 16 partite come titolare, aiutando Philadelphia a raggiungere i play-off dove fu eliminata dai New Orleans Saints. A fine anno fu votato da Pro Football Focus al primo posto nella classifica dei migliori centri della lega. Il 27 febbraio 2014, Kelce firmò un prolungamento contrattuale della durata di sei anni per un valore di 37,5 milioni di dollari, 13 milioni dei quali garantiti e a fine stagione fu convocato per il suo primo Pro Bowl. Nel 2016, Kelce fu convocato per il suo secondo Pro Bowl al posto di Alex Mack impegnato nel Super Bowl LI. 
Nel 2017 gli Eagles vinsero la propria division col miglior record della NFC e Kelce fu inserito nel First-team All-Pro. Il 4 febbraio 2018 allo U.S. Bank Stadium di Minneapolis partì come titolare nel Super Bowl LII vinto contro i New England Patriots per 41-33, il primo trionfo della storia della franchigia. Il 12 febbraio 2023 Kelce partì di nuovo come titolare nel Super Bowl LVII, ma gli Eagles furono sconfitti per 38-35 dai Kansas City Chiefs di suo fratello Travis. Il 16 gennaio 2024, il giorno dopo l'eliminazione degli Eagles nei playoff da parte dei Tampa Bay Buccaneers, Kelce annunció il ritiro.

## Palmarès

### Franchigia
- Super Bowl : 1

Philadelphia Eagles: LII
- National Football Conference Championship: 2

Philadelphia Eagles: 2017, 2022

### Individuale
- Convocazioni al Pro Bowl: 7

2014, 2016, 2019, 2020, 2021, 2022, 2023
- First-team All-Pro: 6

2017, 2018, 2019, 2021, 2022, 2023

## Statistiche
|        |         |    |    | Fumble | Fumble | Fumble | Altro  |
| Anno   | Squadra | PG | PT | Fmb    | FR     | Yard   | Tackle |
| ------ | ------- | -- | -- | ------ | ------ | ------ | ------ |
| 2011   | PHI     | 16 | 16 | 1      | 0      | 0      | 1      |
| 2012   | PHI     | 2  | 2  | 0      | 0      | 0      | 0      |
| 2013   | PHI     | 16 | 16 | 2      | 0      | -1     | 0      |
| 2014   | PHI     | 12 | 12 | 0      | 0      | 0      | 2      |
| 2015   | PHI     | 16 | 16 | 2      | 2      | 3      | 0      |
| 2016   | PHI     | 16 | 16 | 1      | 1      | 0      | 0      |
| 2017   | PHI     | 16 | 16 | 0      | 0      | 0      | 0      |
| Totale | Totale  | 94 | 94 | 6      | 3      | 2      | 3      |